# Oratorio del Santissimo Nome di Maria
L'oratorio del Santissimo Nome di Maria, noto anche come oratorio della Beata Vergine, è un luogo di culto cattolico dalle forme barocche situato a Castellaro, frazione di Sala Baganza, in provincia e diocesi di Parma; è sussidiario della parrocchiale di San Vitale di San Vitale Baganza e fa parte della zona pastorale della Pedemontana.

## Storia
Il luogo di culto originario di Castellaro fu edificato in epoca medievale: la più antica testimonianza della sua esistenza risale al 1230, quando la capelle S. Marie de Castellaro fu menzionata nel Capitulum seu Rotulus Decimarum della diocesi di Parma, tra le dipendenze della pieve di San Vitale Baganza.
La struttura fu gravemente danneggiata tra il 1603 e il 1606; nel 1618 fu riedificata su finanziamento dei conti Antonio e Ortensio Banzola e intitolata a san Giovanni Battista. Tuttavia, nel 1698 anche il recente oratorio risultava versare in pessime condizioni, mentre nel 1712 fu lapidariamente definito "tutto disfatto".
Nel 1715 fu costruito, sotto l'egida di Giuseppe Ortensio e Carlo Banzola, un nuovo luogo di culto barocco, che fu benedetto il 12 settembre 1716 e dedicato alla beata Vergine Maria; vi fu inoltre costituito un beneficio a favore dei marchesi Banzola, che fu soppresso soltanto nel 1867.
Nel 1916 l'edificio fu interessato da lavori di restauro.

## Descrizione

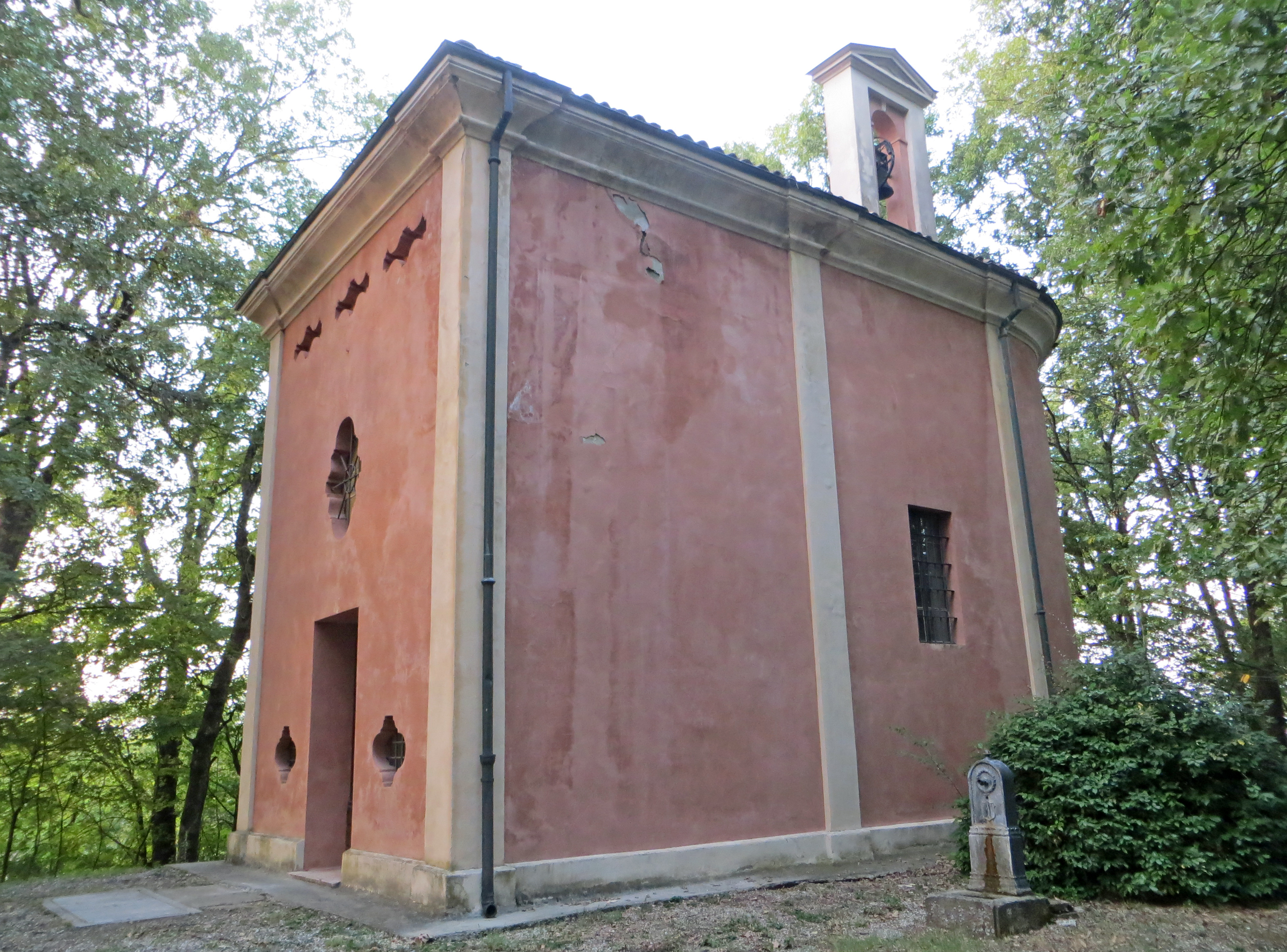
Facciata e lato sud-est

Il piccolo oratorio si sviluppa su un impianto a navata unica, con ingresso a sud-ovest e presbiterio a nord-est.
La simmetrica facciata, interamente intonacata come il resto dell'edificio, è delimitata alle estremità da due lesene; al centro è collocato il portale, privo di cornice, mentre ai lati si trovano due finestrelle quadrilobate; più in alto si apre nel mezzo una monofora polilobata, chiusa da un'inferriata, mentre in sommità sono poste altre tre piccole aperture con profilo mistilineo; infine, un cornicione modanato corona orizzontalmente il prospetto.
I fianchi, illuminati da una finestra per parte, e il retro, cieco, sono scanditi da una serie di lesene; al termine del lato destro emerge del tetto un campanile a vela, sormontato da un frontone triangolare.
All'interno la navata, pavimentata in marmo rosso e coperta da due volte a crociera, è suddivisa lateralmente da due lesene doriche.
Il presbiterio, lievemente rialzato, accoglie l'altare maggiore ligneo a mensa, aggiunto nel 2009; sul fondo l'abside semicircolare, chiusa superiormente dal catino, è scandita da quattro lesene doriche a sostegno di un cornicione modanato; al centro è collocato, all'interno di una cornice dorata del 1716, un piccolo affresco raffigurante la Madonna col Bambino, eseguito forse da Giuseppe Peroni e restaurato nel 1959. L'ambiente poggia su una cripta rivestita in pietra di modeste dimensioni, rinvenuta nel corso dei restauri novecenteschi dell'oratorio.